# Фарё
Фарё — остров в Дании, находится между Зеландией и Фальстером. Площадь данного региона 0,93 км², а население 6 человек (2006). Остров является частью муниципалитета Вордингборг. В 2016 году на острове находилось 5 человек.
Мост Фарё соединяет Зеландию с Фальстером через Фарё на европейсках маршрутах E47 и E55. Съезд 42 на маршруте E55 находится на западной стороне Фарё. Остров соединен с островами Богё и Мён по маршруту 287 Гронсундвей посредством дамбы.